# Val Paul
Val Paul (Denver, 10 de abril de 1886 – Hollywood, 23 de março de 1962) foi um ator e diretor norte-americano na era do cinema mudo. Ele apareceu em 99 filmes entre 1923 e 1922. Ele também dirigiu 10 filmes entre 1920 e 1932.
Val Paul nasceu em Denver, Colorado e faleceu em Hollywood, Califórnia.

## Filmografia selecionada
- 1923 Suspense
- 1919 Treat 'Em Rough
- 1920 Sundown Slim
- 1920 West Is West
- 1921 Hearts Up
- 1922 The Kickback
- 1922 The Timber Queen
- 1922 Good Men and True
- 1923 Canyon of the Fools
- 1923 Crashin' Thru
- 1923 Desert Driven
- 1923 The Miracle Baby